# Eclipse lunar de 4 de abril de 1996
| Eclipse Lunar Total 4 de abril de 1996 | Eclipse Lunar Total 4 de abril de 1996 |
| --- | -------------------------------------- |
| Máximo do eclipse visto de Hamois, Bélgica |                                        |
| A Lua cruza a metade sul do cone de sombra da Terra, de oeste para leste (da direita para a esquerda), com o disco lunar avermelhado e escuro no centro-norte, região mais próxima do centro da sombra terrestre. |                                        |
| Gamma | -0,2534                                |
| Saros (e membro) | 122 (55 de 75)                         |
| Sequência de eclipses lunares |                                        |
| Anterior | 8 de outubro de 1995                   |
| Próximo | 27 de setembro de 1996                 |
| Duração (hr:mn:sc) |                                        |
| Total | 1:25:45                                |
| Parcial | 3:37:08                                |
| Penumbral | 5:44:43                                |
| Fases e Horários do Eclipse (UTC) |                                        |
| P1 | 21:17:22 (3 de abril)                  |
| U1 | 22:21:13 (3 de abril)                  |
| U2 | 23:26:54 (3 de abril)                  |
| Máximo | 0:09:46                                |
| U3 | 0:52:39                                |
| U4 | 1:58:21                                |
| P4 | 3:02:04                                |

O eclipse lunar de 4 de abril de 1996 foi um eclipse total, o primeiro de dois eclipses totais do ano. Teve magnitude umbral de 1,3795 e penumbral de 2,4068. Sua totalidade teve duração de quase 86 minutos.
A Lua cruzou no interior da região sul da sombra da Terra, em nodo ascendente, dentro da constelação de Virgem.
Durante a totalidade, o disco lunar mergulhou dentro da metade sul do cone de sombra, tornando sua superfície mais avermelhada e escura, por vezes alaranjada, e mais escuro no centro-norte, parte voltada para o centro da região da umbra. Os eclipses totais são popularmente conhecidos como Lua de Sangue ou Lua Vermelha.
Especialmente neste eclipse, o polo norte lunar ainda passou pelo centro do cone de sombra, enquanto o restante da superfície estava na metade sul do cone, o que contribuiu para que o disco lunar ficasse ainda mais escuro e avermelhado, ou seja, com maior magnitude umbral.

## Série Saros
Eclipse pertencente ao ciclo lunar Saros de série 122, sendo este de número 55, num total de 75 eclipses da série. O último eclipse foi o eclipse total de 24 de março de 1978, e o próximo será com o eclipse total de 15 de abril de 2014.

## Visibilidade
Foi visível no Atlântico, Europa, Oceano Índico, grande parte da Ásia, Américas e da Antártida.
| Região do planeta onde o eclipse foi visível durante o máximo da totalidade - 0:10 UTC. A região do Atlântico próximo ao sudoeste da África, obteve a melhor observação do meio do eclipse, de onde foi visível à meia-noite. |
| Mapa de visibilidade do eclipse |

## Galeria de Fotos
| Montagem da evolução do eclipse, visto de Hamois, Bélgica |